# Bettembourg (Luksemburg)
Bettembourg (lb. Beetebuerg, niem. Bettemburg) − gmina (gemeng / commune / Gemeinde) w południowym Luksemburgu, w kantonie Esch-sur-Alzette. Do 3 października 2015 gmina leżała w dystrykcie Luksemburg. Siedziba administracyjna gminy znajduje się w miejscowości Bettembourg. Liczy 11 422 mieszkańców (1 stycznia 2023).

## Podział administracyjny
Do gminy należy pięć miejscowości, w tym pięć (Uertschaft) oraz żaden lieu-dit:
1. Abweiler (Obeler)
2. Bettembourg (Beetebuerg / Bettemburg)
3. Fennange (Fenneng / Fenningen)
4. Huncherange (Hunchereng / Hüncheringen)
5. Noertzange (Näerzeng / Nörtzingen)

## Współpraca
Miejscowości partnerskie:
- Flaibano, Włochy
- Valpaços, Portugalia

## Transport
W Bettembourgu znajduje się stacja kolejowa leżąca na linii kolejowej nr 60.